# Kevin Ingreso
Kevin Langbehn Ingreso (Amburgo, 10 febbraio 1993) è un calciatore tedesco naturalizzato filippino, centrocampista dell'Altona 93 e della nazionale filippina.

## Biografia
Ingreso è nato ad Amburgo da padre filippino, originario della provincia di Cavite, e madre tedesca.

## Carriera

### Club
Nel dicembre 2015 si trasferisce nella United Football League delle Filippine, firmando un contratto con il Ceres.

### Nazionale
Pur avendo vestito in passato la maglia delle nazionali giovanili tedesche, nel giugno 2015 ha accettato la convocazione nella nazionale delle Filippine, paese di origine del padre, per le partite delle qualificazioni ai Mondiali del 2018 contro il Bahrain e lo Yemen. Rimasto in panchina nella prima partita, ha compiuto il suo debutto il 16 giugno nella vittoria per 2-0 contro lo Yemen, subentrando a Iain Ramsay nell'ultimo minuto di gioco.
Ha segnato la sua prima rete con la maglia degli Azkals il 6 settembre 2016, in occasione dell'amichevole contro il Kirghizistan vinta con il punteggio di 2-1.

## Statistiche

### Cronologia presenze e reti in nazionale
| Cronologia completa delle presenze e delle reti in nazionale ― Filippine | Cronologia completa delle presenze e delle reti in nazionale ― Filippine | Cronologia completa delle presenze e delle reti in nazionale ― Filippine | Cronologia completa delle presenze e delle reti in nazionale ― Filippine | Cronologia completa delle presenze e delle reti in nazionale ― Filippine | Cronologia completa delle presenze e delle reti in nazionale ― Filippine | Cronologia completa delle presenze e delle reti in nazionale ― Filippine | Cronologia completa delle presenze e delle reti in nazionale ― Filippine |
| Data                                                                     | Città                                                                    | In casa                                                                  | Risultato                                                                | Ospiti                                                                   | Competizione                                                             | Reti                                                                     | Note                                                                     |
| ------------------------------------------------------------------------ | ------------------------------------------------------------------------ | ------------------------------------------------------------------------ | ------------------------------------------------------------------------ | ------------------------------------------------------------------------ | ------------------------------------------------------------------------ | ------------------------------------------------------------------------ | ------------------------------------------------------------------------ |
| 16-6-2015                                                                | Doha                                                                     | Yemen                                                                    | 0 – 2                                                                    | Filippine                                                                | Qual. Mondiali 2018                                                      | -                                                                        | 90’                                                                      |
| 3-9-2015                                                                 | Manila                                                                   | Filippine                                                                | 2 – 0                                                                    | Maldive                                                                  | Amichevole                                                               | -                                                                        |                                                                          |
| 8-9-2015                                                                 | Bocaue                                                                   | Filippine                                                                | 1 – 5                                                                    | Uzbekistan                                                               | Qual. Mondiali 2018                                                      | -                                                                        | 62’                                                                      |
| 13-10-2015                                                               | Manama                                                                   | Bahrein                                                                  | 2 – 0                                                                    | Filippine                                                                | Qual. Mondiali 2018                                                      | -                                                                        | 82’                                                                      |
| 12-11-2015                                                               | Manila                                                                   | Filippine                                                                | 0 – 1                                                                    | Yemen                                                                    | Qual. Mondiali 2018                                                      | -                                                                        | 57’                                                                      |
| 6-9-2016                                                                 | Bishkek                                                                  | Kirghizistan                                                             | 1 – 2                                                                    | Filippine                                                                | Amichevole                                                               | 1                                                                        | 46’                                                                      |
| 7-10-2016                                                                | Manila                                                                   | Filippine                                                                | 1 – 3                                                                    | Bahrein                                                                  | Amichevole                                                               | -                                                                        | 46’                                                                      |
| 10-10-2016                                                               | Manila                                                                   | Filippine                                                                | 1 – 3                                                                    | Corea del Nord                                                           | Amichevole                                                               | -                                                                        | 71’                                                                      |
| 9-11-2016                                                                | Manila                                                                   | Filippine                                                                | 1 – 0                                                                    | Kirghizistan                                                             | Amichevole                                                               | -                                                                        | 41’ 62’                                                                  |
| 19-11-2016                                                               | Bocaue                                                                   | Filippine                                                                | 0 – 0                                                                    | Singapore                                                                | AFF Suzuki Cup                                                           | -                                                                        |                                                                          |
| 22-11-2016                                                               | Bocaue                                                                   | Filippine                                                                | 2 – 2                                                                    | Indonesia                                                                | AFF Suzuki Cup                                                           | -                                                                        |                                                                          |
| 25-11-2016                                                               | Bocaue                                                                   | Filippine                                                                | 0 – 1                                                                    | Thailandia                                                               | AFF Suzuki Cup                                                           | -                                                                        | 79’                                                                      |
| 22-3-2017                                                                | Manila                                                                   | Filippine                                                                | 0 – 0                                                                    | Malaysia                                                                 | Amichevole                                                               | -                                                                        |                                                                          |
| 7-6-2017                                                                 | Guangzhou                                                                | Cina                                                                     | 8 – 1                                                                    | Filippine                                                                | Amichevole                                                               | -                                                                        | 22’                                                                      |
| 13-6-2017                                                                | Dušanbe                                                                  | Tagikistan                                                               | 3 – 4                                                                    | Filippine                                                                | Qual. Coppa d'Asia 2019                                                  | -                                                                        | 49’ 77’                                                                  |
| 5-9-2017                                                                 | Bacolod                                                                  | Filippine                                                                | 2 – 2                                                                    | Yemen                                                                    | Qual. Coppa d'Asia 2019                                                  | -                                                                        | 69’                                                                      |
| 10-10-2017                                                               | Al Wakrah                                                                | Yemen                                                                    | 1 – 1                                                                    | Filippine                                                                | Qual. Coppa d'Asia 2019                                                  | -                                                                        |                                                                          |
| 14-11-2017                                                               | Katmandu                                                                 | Nepal                                                                    | 0 – 0                                                                    | Filippine                                                                | Qual. Coppa d'Asia 2019                                                  | -                                                                        |                                                                          |
| 22-3-2018                                                                | Manila                                                                   | Filippine                                                                | 3 – 2                                                                    | Figi                                                                     | Amichevole                                                               | 1                                                                        | 69’                                                                      |
| 27-3-2018                                                                | Manila                                                                   | Filippine                                                                | 2 – 1                                                                    | Tagikistan                                                               | Qual. Coppa d'Asia 2019                                                  | 1                                                                        |                                                                          |
| 7-1-2019                                                                 | Dubai                                                                    | Corea del Sud                                                            | 1 – 0                                                                    | Filippine                                                                | Coppa d'Asia 2019 - 1º turno                                             | -                                                                        | 75’                                                                      |
| 11-1-2019                                                                | Abu Dhabi                                                                | Filippine                                                                | 0 – 3                                                                    | Cina                                                                     | Coppa d'Asia 2019 - 1º turno                                             | -                                                                        |                                                                          |
| 16-1-2019                                                                | Dubai                                                                    | Kirghizistan                                                             | 3 – 1                                                                    | Filippine                                                                | Coppa d'Asia 2019 - 1º turno                                             | -                                                                        | 90+1’                                                                    |
| Totale                                                                   |                                                                          | Presenze                                                                 | 23                                                                       |                                                                          | Reti                                                                     | 3                                                                        |                                                                          |